# Hadawiczy
Hadawiczy (biał. Гадавічы; ros. Гадовичи, Gadowiczi) – wieś na Białorusi, w obwodzie witebskim, w rejonie orszańskim, w sielsowiecie Piszczaława.